# Pica-pau (Revolução Federalista)
O termo Pica-pau é utilizado para denominar os opositores dos maragatos, durante a Revolução Federalista de 1893, ocorrida no Rio Grande do Sul. Os "pica-paus" estavam no poder com Júlio de Castilhos e eram centralizadores, com forte vínculo com o governo federal. O conflito originou-se por razões políticas, cuja reação veio dos federalistas de visão descentralizadora, apelidados de maragatos.
A alcunha teria se originado por três motivos: a cobertura usada pelos militares que apoiavam essa facção, quando estes usavam listras brancas que, segundo os revolucionários, seriam semelhantes a um tipo de pica-pau do sul do Brasil; o chapéu usado por eles tinha a ponta fina e comprida como um bico e um penacho atrás, o que lembraria a ave; o barulho das suas armas parecia o da bicada de um pica-pau na madeira.